# Porsche 961
La Porsche 961 est la version compétition de la 959.
Conçue en 1986, elle est engagée la même année à Daytona Finale (championnat américain IMSA) et aux 24 Heures du Mans sous la bannière de Porsche A.G. où elle arbore la couleur blanche traditionnelle des voitures de courses allemandes. La 961 est la première voiture à 4 roues motrices à participer à la classique mancelle. Sa régularité lui permet de terminer l'épreuve en 7e position (1er IMSA GTX), au milieu des prototypes comme les Porsche 956 et 962. 
À nouveau au départ des 24 Heures en 1987, elle intègre cette fois l'équipe Rothmans-Porsche. Elle termine une course anonyme dans un incendie au virage Porsche. La Porsche 961 ne sera alors plus jamais engagée en compétition, l'usine n'ayant enregistré aucune commande.